# Campeonato Rondoniense de Futebol de 2009
O Campeonato Rondoniense de Futebol de 2009 foi a 68.ª edição do torneio, aconteceu entre 14 de março e 31 de maio de 2009 e reuniu oito equipes, sendo duas da capital, Porto Velho, e as outras seis do interior do estado. A equipe campeã foi o Vilhena, essa garantiu vaga na Copa do Brasil de 2010 e Série D.

## Formato
Os oito clubes jogam em turno e returno, todos contra todos. Os quatro melhores vão as semi-finais, também em ida e volta, que vai apontar os finalistas do torneio. 
A final será em duas partidas, com o clube de melhor campanha tendo a vantagem de jogar por resultados iguais. 
O clube que terminar em último lugar na classificação final da primeira fase,Pimentense foi  rebaixado à 2ª Divisão de 2010

### Critérios de desempate
Os critério de desempate foram aplicados na seguinte ordem
- Maior número de vitórias
- Maior saldo de gols
- Maior número de gols marcados (GP)
- Confronto direto
- Maior saldo de gols (SG) no confronto direto
- Sorteio